# Der Wachhauptmann von Qus und der Gauner
Der Wachthauptmann von Qus und der Gauner ist eine Erzählung aus Tausendundeiner Nacht. In der Arabian Nights Encyclopedia wird sie als ANE 93 gelistet (→ Tausendundeine Nacht – Liste der Geschichten).

## Handlung
Eines Nachts ist Aladin, der Wachhauptmann der oberägyptischen Stadt Qus, in seinem Haus, als ein stattlicher Mann mit einem Sklaven um Eintritt bei ihm ersucht. Der Mann stellt sich Aladin als Straßenräuber vor, der reumütig geworden sei und ein neues Leben beginnen wolle. Daher wolle er sich auch von seiner Truhe trennen, in der sich Kostbarkeiten im Wert von 40.000 Dinaren befänden. Der Räuber bittet Aladin, die Truhe samt Inhalt zu übernehmen, ihm aber aus dem Schatzhaus 1000 Dinare zu überlassen, damit er ein neues Leben abseits der Kriminalität beginnen könne. Er öffnet die Truhe und zeigt, dass sie voller Schmuck, Juwelen, Goldbarren, Ringen, Edelsteinen und Perlen ist. Aladin stimmt zu und übergibt dem Mann das geforderte Geld. Dieser macht sich sofort wieder auf den Weg.
Anderntags zeigt Aladin die Truhe und deren Inhalt einem Goldschmied. Dieser stellt fest, dass die vermeintlichen Kostbarkeiten nur aus Zinn, Messing und Glas bestehen. Der Betrüger kann nicht mehr gefasst werden.

## Hintergrund
Die Geschichte findet sich in den frühen Druckausgaben von Tausendundeine Nacht unter anderem in der Bulaq-I-Edition, der Breslauer Ausgabe und der Kalkutta-II-Edition.
Die Geschichte weist Parallelen zu Al-Malik al-Nasir and the Three Chiefs of Police (ANE 88) The Story of the Chief of the Bulaq Police (ANE 90), Baybars and the Sixteen Captains of Police (ANE 319) und The Seventh Constable’s History (ANE 326) auf.

## Ausgaben
- Richard Francis Burton: Arabian Nights, Burton Club, 1900 (Erstausgabe 1885–1888), Band 4, S. 276f.
- Enno Littmann: Die Erzählungen aus den tausendundein Nächten, Insel Verlag, Frankfurt 1968 (Erstausgabe 1922–1928, Kalkutta-II-Edition), Band 3, S. 319–321.